# موزيلا بريزم

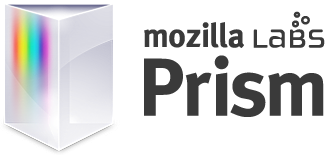
صورة العرض لبرنامج موزيلا بريزم

موزيلا بريزم (بالإنجليزية: Mozilla Prism)‏ هو برنامج منقطع التطوير من موزيلا. أتاح دمج تطبيقات الويب وسطح المكتب، حيث يمكن الولوج إلى والتعامل مع تطبيقات الويب عبر سطح المكتب، يتوفر البرنامج كامتداد لمتصفح فيرفكس.

## وصلات خارجية
- بريزم في ويكي.موزيلا